# بهنام و سارا و چهل شهید
بهنام و سارا و چهل شهید (انگلیسی: Behnam, Sarah, and the Forty Martyrs؛ مسیحیان سده چهارم میلادی بودند که در زمان شاپور دوم به شهادت رسیدند. آنها در کلیسای ارتدکس شرقی به عنوان قدیسین مورد احترام قرار می‌گیرند.